# Dévoilement des méthodes de démonstration des dogmes de la religion musulmane
Le Dévoilement des méthodes de démonstration des dogmes de la religion musulmane (Al-Kashf 'an manâhij al-adilla fi 'aqa'id al-milla) est un traité du philosophe andalou Averroès. C'est un ouvrage qui cherche à démontrer que le Coran n'interdit pas la pratique de la philosophie et des sciences naturelles, mais qu'au contraire ces dernières nous permettent de remonter jusqu'à Dieu par l'étude des êtres créés par lui. Averroès défend l'usage du syllogisme dans les questions philosophiques, morales, juridiques et théologiques. Il complète le Discours décisif, traité plus court qui traite de questions similaires.

## Contenu
Averroès soutient que la connaissance des étants naturels en tant qu'artefacts, peut nous amener à mieux connaître l'artisan qui a fabriqué ces artefacts, à savoir Dieu.
Le but d'Ibn Rushd est de proposer une théologie de substitution à celle de son adversaire acharite al-Ghazalī. Dans le Discours décisif, il a rendu un avis sur la légitimité de la pratique de la philosophie. Il s'agit désormais, dans le Dévoilement, de mettre en œuvre une critique du kalām acharite puis de proposer une nouvelle théologie.
« C'est l'accomplissement du geste commencé dans le Discours : une liquidation théorique de l'ash'arisme. » Mais Averroès ne se contente pas de réfuter : il propose une théorie nouvelle, qui soit à la fois compatible avec les principes d'Aristote, et conforme à l'enseignement du Coran. En effet, Averroès reproche aux théologiens acharites d'avoir interprété trop librement le Texte. Certes, lorsqu'un énoncé révélé semble contredire la raison, il faut interpréter ; mais il ne s'agit pas d'interpréter sans règle et de manière arbitraire : l'exégèse doit rester fidèle au Texte.